# Chevrolet Delray
Chevrolet Delray – samochód osobowy klasy średniej, a następnie klasy wyższej produkowany pod amerykańską marką Chevrolet w latach 1955 – 1958.

## Pierwsza generacja

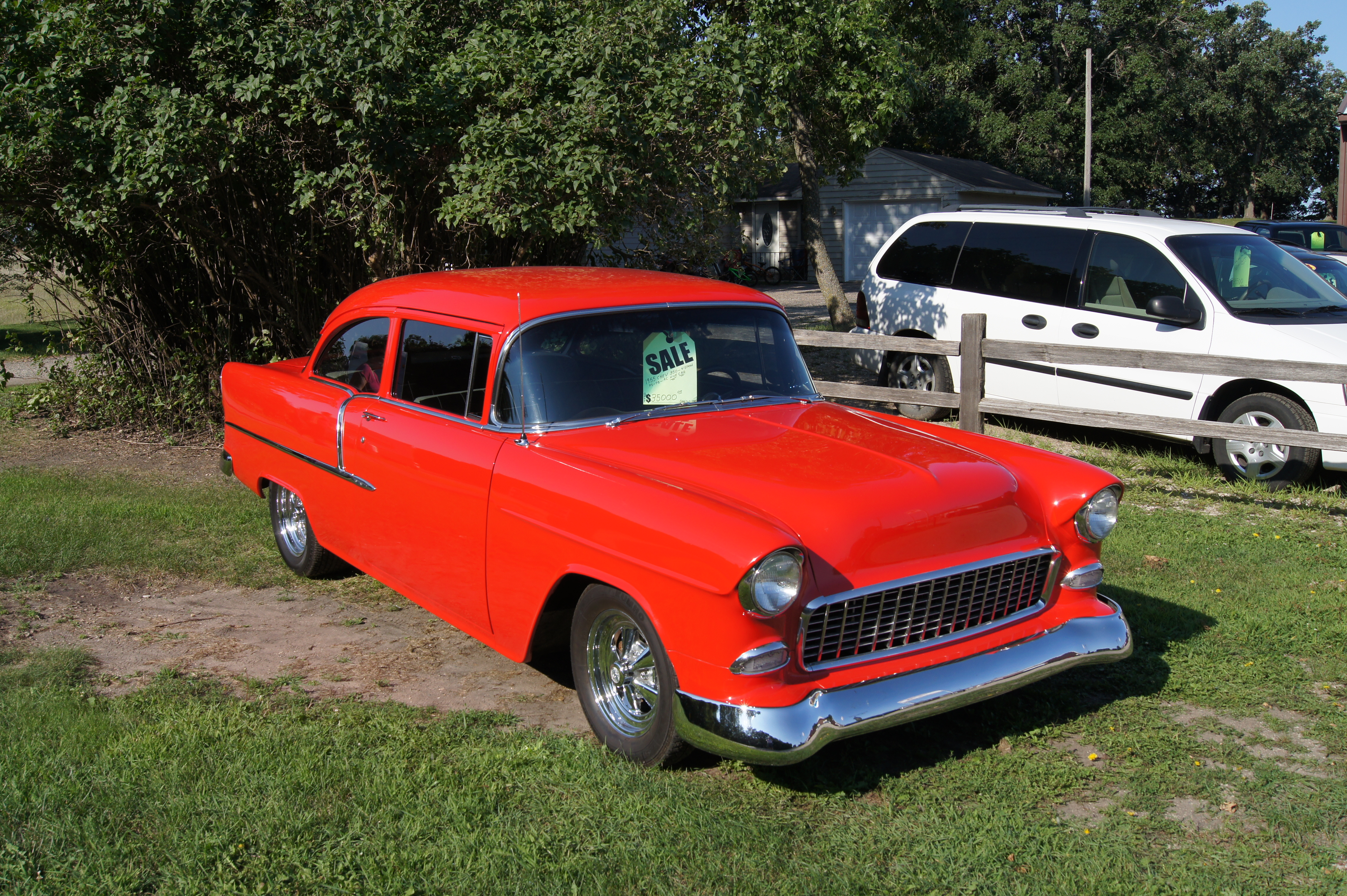
Chevrolet Delray I Coupe

Chevrolet Delray I został zaprezentowany po raz pierwszy w 1955 roku.
W połowie lat 50. XX wieku Chevrolet zdecydował się wydzielić dotychczasową topową wersję wyposażeniową modelu 210 Delray jako samodzielną linię modelową. W efekcie, Chevrolet Delray przyjął postać bardziej luksusowej alternatywy dla innych modeli producenta klasy średniej oferowanych wówczas w Ameryce Północnej. Samochód wyróżniał się dużymi, strzelistymi nadkolami, a także opcjonalnym dwukolorowym malownaiem nadwozia.

### Silniki
- L6 3.5l Blue Fame
- L6 3.9l Blue Fame
- V8 4.3l Blue Fame
- V8 4.6l Blue Fame

## Druga generacja

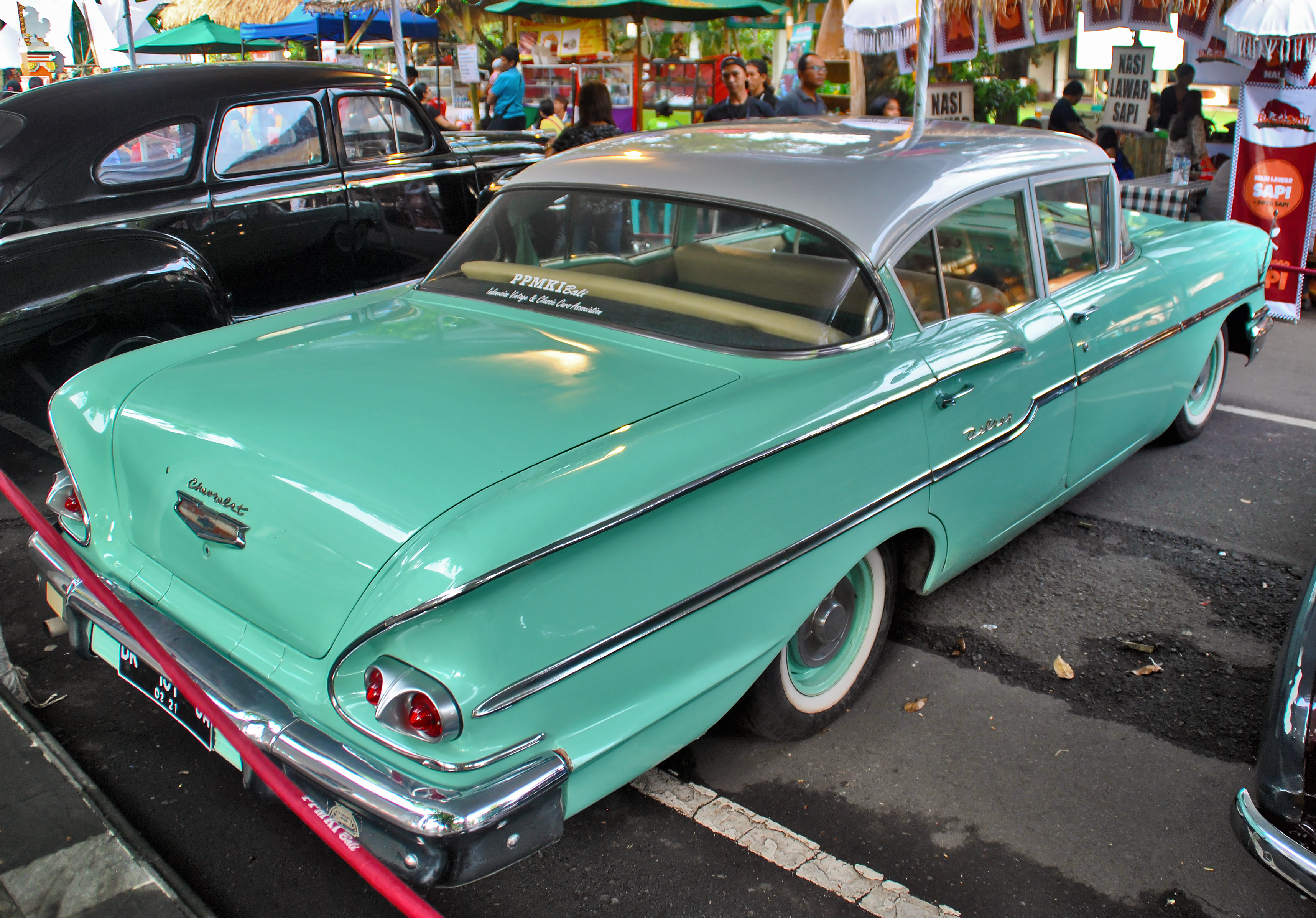
Chevrolet Delray II – tył

Chevrolet Delray II został zaprezentowany po raz pierwszy w 1957 roku.
Prezentując drugą generację modelu Delray, Chevrolet zdecydował się zastąpić nim linię modelową 150, konstruując go według nowej formuły. Nadwozie stało się wyraźnie masywniejsze i dłuższe, zyskując więcej chromowanych ozdobników. Pas przedni zdomintowały podwójne, wyraźnie zarysowane reflektory, a także duża chromowana atrapa chłodnicy.
Produkcja zakończyła się po zaledwie roku rynkowej obecności modelu Delray, a Chevrolet nie zdecydował się na kontynuowanie linii modelowej Delray.

### Silniki
- L6 3.9l Blue Fame
- V8 4.6l Turbo Fire
- V8 5.7l W-Series